# Obligatorisk ventilationskontroll
Obligatorisk ventilationskontroll även kallad OVK är en funktionskontroll av ventilationssystem i svenska byggnader enligt plan- och bygglagen och plan- och byggförordningen.
Alla byggnader skall enligt svensk lag besiktigas för OVK. Kontrollen utförs av en certifierad funktionskontrollant och återkommer med jämna intervaller, undantaget en- och tvåfamiljshus, där det endast krävs en förstagångsbesiktning. Intervallerna varierar beroende på typ av system och byggnad, och olika typer av system kräver olika behörighet hos besiktningsmannen.
Kontrollen av en fastighet utförs mot de byggregler som gällde då fastigheten eller ventilationssystemet beviljats bygglov.
Målet med funktionskontrollen är att utreda om ventilationssystemet fungerar tillfredsställande och uppfyller de krav som ställdes vid den tid anläggningen byggdes. Om funktionskontrollanten finner allvarliga fel kan denna underkänna systemet. Fastighetsägaren måste då åtgärda problemet under en av byggnadsnämnden utsatt tid. Om detta inte görs kan kommunens byggnadsnämnd utdöma ett föreläggande vid vite.
Som en del av den återkommande OVK-besiktningen undersöks även vilka åtgärder som skulle kunna förbättra energihushållningen i ventilationssystemet. Detta är ett krav och ska alltid finnas med i det utfärdade protokollet efter en OVK-besiktning. Fastighetsägaren avgör dock själv om dessa åtgärder ska genomföras eller ej.